# MKpV Béts
Az MKpV BETS a Magyar Középponti Vasút  (röviden: MKpV, németül: Ungarischen Zentralbahn, UZB) szerkocsis gőzmozdonya volt.
A mozdonyt az WRB Mozdonygyára gyártotta 1846-ban. A kor szokásának megfelelően nevet kapott, BETS-nek nevezték el. Az alkalmazott felépítés annyiban technikailag fejlettebb volt, mint George Stephenson  „Patentee“-típusa, hogy a megnövelt fűtőcső-hosszon a forró füstgázok jobban hasznosultak. A hátránya ennek a megoldásnak a rendkívül egyenetlen futás, ami a nagy első és hátsó túlnyúlásoknak a következménye. Ezért John Haswell, a WRB Mozdonygyár akkori vezetője csak egyetlen ilyen mozdonyt épített.
Az MKpV-t 1850-ben államosították és megalakították a császári (és) királyi Délkeleti Államvasutat (németül k.k. südöstlichen Staatsbahn, SöStB), itt a BETS a 14 pályaszámoz kapta. A cs. (és) kir. Délkeleti Államvasutat 1855-ben reprivatizálták, az Osztrák–Magyar Államvasút-Társaság vásárolta meg, ott a mozdony ismét új pályaszámot kapott a 70–est. A mozdonyt 1865-ben selejtezték.

## Fordítás
- Ez a szócikk részben vagy egészben  az   UZB – Bets című német Wikipédia-szócikk fordításán alapul.  Az eredeti cikk szerkesztőit annak laptörténete sorolja fel. Ez a jelzés csupán a megfogalmazás eredetét és a szerzői jogokat jelzi, nem szolgál a cikkben szereplő információk forrásmegjelöléseként.